# Odiah Sidibé
Odiah Sidibé (Angers, 13 gennaio 1970) è un'ex velocista francese.

## Biografia
A parte un argento ed un bronzo nei 60 m ai Campionati Europei indoor rispettivamente del 1996 a Stoccolma e del 1998 a Valencia non vanta risultati di rilievo nelle gare singole, ma ha ottenuto alcuni successi nella staffetta, in cui ha vinto l'argento nel 2001 ai Mondiali di Edmonton e l'oro nel 2002 agli Europei di Monaco di Baviera, quando col tempo di 42"46, come ultima componente di una squadra composta anche da Delphine Combe, Muriel Hurtis e Sylviane Félix, batté Germania e Russia, con un podio uguale all'edizione del 1998 a Budapest. Le stesse tedesche l'avevano tuttavia battuta l'anno prima ai Mondiali canadesi (in cui l'oro era andato agli Stati Uniti, poi squalificati per lo scandalo BALCO).